# Лабільність
Лабі́льність (від лат. labilis — ковзаючий, несталий) — функціональна рухливість нервової та м'язової тканини, що характеризується найбільшою частотою, з якою тканина може збуджуватись у відповідь на подразнення. Найвища лабільність у товстих нервових волокон, які можуть пропускати до 500—600 імпульсів на секунду.
Лабільність — нестійкий емоційний стан. Стан, який може швидко змінюватись залежно від факторів зовнішніх і внутрішніх подразників.
Емоційний стан лабільний — ознака небезпеки в психологічному стані людини. Потребує уваги до здоров'я і консультації лікаря. Може бути ознаками клімаксу (чоловічого чи жіночого), наслідком психотравми тощо. Майже у всіх випадках потребує лікування і нагляду лікаря.
До засобів послаблення лабільності належить цілий комплекс дій, головні серед яких заспокійливі ліки і тривалий відпочинок з обов'язковим виведенням особи з-під психотравмувальних  обставин.
Емоційна лабільність — це коливання настрою; легкі переходи від благодушності до гнівливого чи пригніченого стану.

## Дотичні терміни
Лабільний — (нім. labil, Labil..., англ. labile, unstable, рос. лабильный) — нестійкий, рухомий, який легко змінюється. Термін застосовують г.ч. для живої матерії.